# Barthélémy Cabrol
Pour les articles homonymes, voir Cabrol.
Barthélémy Cabrol, né autour de 1529 à Técou et mort aux alentours de juin 1603 à Gaillac, est premier chirurgien d’Henri IV. Il est également professeur d’anatomie à Montpellier.

### Ouvrages
- Barthélémy Cabrol, Alphabet anatomic, 1594